# Tom Lantos
Thomas Peter Lantos (Budapest, 1 de febrero de 1928-11 de febrero de 2008) fue miembro del Partido Demócrata de la Cámara de Representantes de los Estados Unidos desde 1981 hasta su muerte, representando a las dos terceras partes del norte de San Mateo, en California y una pequeña parte de los sudoeste San Francisco. Fue sobreviviente de la Segunda Guerra Mundial, en campos de concentración nazis, siendo el único sobreviviente del Holocausto en el Congreso.
Lantos anunció a principios de enero de 2008 que no continuaría en su carrera para la reelección en 2008 a causa de un cáncer de esófago.